# Missi Pyle
Andrea Kay «Missi» Pyle (Houston, 16 de noviembre de 1972) es una actriz y cantante estadounidense que ha aparecido en películas como Héroes fuera de órbita, Dodgeball: A True Underdog Story, Charlie y la fábrica de chocolate y Harold & Kumar Escape from Guantanamo Bay. Junto a la también actriz Shawnee Smith forma parte del grupo country rock Smith & Pyle.

## Biografía
Andrea Kay "Missi" Pyle, hija de Linda y Frank Pyle, nació en Houston, Texas, pero se crio en Tennessee. Tiene dos hermanas mayores, Debbie y Julie; dos hermanos mayores, Sam y Paul; un medio hermano menor, Gordon; y una medio hermana, Meredith. Pyle asistió a la Escuela de Artes de Carolina del Norte, donde se graduó en 1995. Por sus logros, fue distinguida por la Poplar Pike Playhouse en la secundaria de Germantown en Tennessee.
El 12 de septiembre de 2008 se casó con Casey Anderson, un especialista en osos pardos de la National Geographic. La boda tuvo una temática country-western y fue celebrada en Montana. Entre los invitados presentes estuvieron el oso de Anderson, Brutus, y la compañera de banda de Pyle, Shawnee Smith.

## Carrera
Ha sido estrella invitada en series de televisión como Friends, Heroes, Mad About You, Boston Legal, Frasier, The Sarah Silverman Program, My Name is Earl y Two and a Half Men como la profesora de Jake, Ms. Pasternack. Comenzó su carrera con un pequeño papel en Mejor... imposible, protagonizada por Helen Hunt y Jack Nicholson. Luego de la película que la hizo popularmente conocida, Galaxy Quest, tuvo papeles secundarios en Bringing Down the House (por el cual fue nominada junto a Queen Latifah para los MTV Movie Awards a la mejor pelea), Josie and the Pussycats, Home Alone 4, Exposed, Big Fish, Along Came Polly, Soul Plane, Charlie and the Chocolate Factory y Soccer Mom. Apareció casi irreconocible en Cuestión de Pelotas y tuvo una pequeña participación en 50 First Dates. Fue colocada en el número 98 de la lista "Hot 100" de la revista Maxim en 2004.
Junto a la actriz Shawnee Smith, ha formado un grupo de música country llamado Smith & Pyle,

## Filmografía

### Cine
| Year | Title                                     | Role                                |
| ---- | ----------------------------------------- | ----------------------------------- |
| 1997 | As Good as It Gets                        | Mesera del Café 24                  |
| 1999 | Trick                                     | Actriz con flores                   |
| 1999 | Galaxy Quest                              | Laliari                             |
| 2001 | Josie and the Pussycats                   | Alexandra Cabot                     |
| 2001 | Let It Snow                               | Ily                                 |
| 2002 | Home Alone 4: Taking Back the House       | Vera                                |
| 2003 | Bringing Down the House                   | Ashley                              |
| 2003 | Exposed                                   | Amy                                 |
| 2003 | BachelorMan                               | Heather                             |
| 2003 | Big Fish                                  | Mildred                             |
| 2004 | Along Came Polly                          | Roxanne                             |
| 2004 | 50 First Dates                            | Noreen (cameo)                      |
| 2004 | Soul Plane                                | Barbara Hunkee                      |
| 2004 | Dodgeball: A True Underdog Story          | Fran Stalinovskovichdaviddivitchski |
| 2004 | Anchorman: The Legend of Ron Burgundy     | Guardiana del zoológico             |
| 2004 | Meet Market                               | Ericka                              |
| 2005 | The Civilization of Maxwell Bright        | Policía                             |
| 2005 | Charlie and the Chocolate Factory         | Mrs. Beauregarde                    |
| 2006 | Just My Luck                              | Peggy Braden                        |
| 2006 | Mojave Phone Booth                        | Sarah                               |
| 2006 | Stormbreaker                              | Nadia Vole                          |
| 2007 | Live!                                     | Plummy                              |
| 2007 | Entry Level                               | Liz                                 |
| 2007 | Feast of Love                             | Agatha Smith                        |
| 2008 | Pretty Ugly People                        | Lucy                                |
| 2008 | Harold & Kumar Escape from Guantanamo Bay | Raylene                             |
| 2008 | Visioneers                                | Sahra                               |
| 2008 | American Crude                            | Gigi                                |
| 2008 | Soccer Mom                                | Wendy Handler/Entrenador Lorenzo    |
| 2009 | Spring Breakdown                          | Charlene                            |
| 2009 | Still Waiting...                          | Rocky Rhoades/Bailarina exótica     |
| 2009 | Taking Chances                            | Faith Fishback                      |
| 2009 | A Fork in the Road                        | Nola                                |
| 2010 | Barry Munday                              | Lida Griggs                         |
| 2010 | Miss Nobody                               | Charmaine                           |
| 2011 | The Artist                                | Constance                           |
| 2011 | A Cinderella Story: Once Upon a Song      | Gail Van Ravensway                  |
| 2012 | My Uncle Rafael                           | Blair Schumacher                    |
| 2013 | Bakersfield, Earth                        | Judy                                |
| 2013 | Percy Jackson: Sea of Monsters            | Hermana Gris #3                     |
| 2013 | Killing Vivian                            | Megan                               |
| 2014 | A Haunted House 2                         | Noreen                              |
| 2014 | Just Before I Go                          | Officer CT                          |
| 2014 | Gone Girl                                 | Ellen Abbott                        |
| 2014 | Kiss Me                                   | Pam                                 |
| 2014 | Dragula                                   | Maggie                              |
| 2015 | Uncle Nick                                | Michelle                            |
| 2015 | Hollywood Adventures                      | Directora de casting                |
| 2016 | Director's Cut                            | Ella misma / Mabel                  |
| 2016 | Captain Fantastic                         | Ellen McCune                        |
| 2016 | Slash                                     | Ronnie                              |
| 2016 | Emma's Chance                             | Susan Peirce                        |
| 2016 | Pandemic                                  | Denise                              |
| 2016 | Miles                                     | Leslie Wayne                        |
| 2017 | Deidra & Laney Rob a Train                | Mrs. Fowler                         |
| 2017 | Jumanji: Welcome to the Jungle            | Coach Webb                          |
| 2018 | Traffik                                   | Sheriff Sally Marnes                |
| 2018 | Nobody's Fool                             | Lauren Meadows                      |
| 2018 | Miss Arizona                              | Bev                                 |
| 2019 | Walk. Ride. Rodeo.                        | Tina Snyder                         |
| 2019 | Ma                                        | Mercedes                            |
| 2023 | A Tourist's Guide to Love                 | Mona                                |

### Televisión
| Year                   | Title                                 | Role                                          | Notes                                                     |
| ---------------------- | ------------------------------------- | --------------------------------------------- | --------------------------------------------------------- |
| 1999                   | Mad About You                         | Mujer hermosa                                 | Episodio: "The Final Frontier: Part 2"                    |
| 1999                   | The Drew Carey Show                   | Stacey                                        | Episodio: "Drew's Reunion"                                |
| 1999                   | Friends                               | Hillary                                       | Episodio: "The One with Ross's Teeth"                     |
| 2000                   | Battery Park                          | Suzanne                                       | Episodio: "Walter's Rib"                                  |
| 2001                   | Ally McBeal                           | Marcia Hooper                                 | Episodio: "Reach Out and Touch"                           |
| 2001                   | The Wayne Brady Show                  | Varios                                        | 6 episodios                                               |
| 2001                   | Roswell                               | Windy Sommers                                 | Episodio: "Control"                                       |
| 2001                   | The Tick                              | Stacy Waxman                                  | Episodio: "Arthur Needs Space"                            |
| 2002                   | Philly                                | Charise DuPree                                | Episodio: "Mojo Rising"                                   |
| 2003                   | Frasier                               | Shannon Palmer                                | Episodio: "Maris Returns"                                 |
| 2004, 2010, 2011, 2015 | Two And A Half Men                    | Miss Delores Pasternak                        | 3 episodios y cameo en el episodio final                  |
| 2005                   | My Name Is Earl                       | Shelly Stoker                                 | Episodio: "Broke Joy's Fancy Figurine"                    |
| 2006–08                | Boston Legal                          | Renee Winger                                  | 3 episodios                                               |
| 2007–10                | The Sarah Silverman Program           | Scarlett Lacey                                | 4 episodios                                               |
| 2007                   | Heroes                                | Hope                                          | 2 episodios                                               |
| 2007                   | The Wedding Bells                     | Amanda Pontell                                | Papel principal, 5 episodios                              |
| 2008–11                | American Dad!                         | Tracy / Chica borracha / Chica de fraternidad | Voz; 2 episodios                                          |
| 2008                   | In Plain Sight                        | Teri Ranzino/Treena Morris                    | Episodio: "Never the Bride"                               |
| 2008                   | Pushing Daisies                       | Betty Bee                                     | Episodio: "Bzzzzzzzzz!"                                   |
| 2009                   | Numbers                               | Janet Galvin                                  | Episodio: "Ultimatum"                                     |
| 2010                   | Grey's Anatomy                        | Dr. Baylow                                    | Episodio: "The Time Warp"                                 |
| 2010                   | Rizzoli & Isles                       | Merch owner                                   | Episodio: "I Kissed a Girl"                               |
| 2010                   | The Life & Times of Tim               | Receptionista / Marcy / Nancy (voz)           | 4 episodios                                               |
| 2010–11                | The Mentalist                         | Karen Cross                                   | 2 episodios                                               |
| 2010–11                | $#*! My Dad Says                      | Katie Palmer                                  | 2 episodios                                               |
| 2011                   | Up All Night                          | Kaye                                          | Episodio: "Mr. Bob's Toddler Kaleidoscope"                |
| 2011                   | Family Guy                            | Kitty Hawk Woman (voz)                        | Episodio: "Amish Guy"                                     |
| 2012                   | Don't Trust the B---- in Apartment 23 | Angie Beckencort                              | Episodio: "Whatever It Takes..."                          |
| 2013                   | Newsreaders                           | Rebecca Lionwek                               | Episodio: "Auto Erotic"                                   |
| 2013                   | 1600 Penn                             | Agente Sarah Harlan                           | Episodio: "Frosting/Nixon"                                |
| 2013                   | 2 Broke Girls                         | Charity Channing                              | Episodio: "And Not-So-Sweet Charity"                      |
| 2013                   | Warehouse 13                          | Lily Abbott                                   | Episodio: "The Big Snag"                                  |
| 2013                   | The Mindy Project                     | Nancy                                         | Episodio: "Mindy Lahiri Is a Racist"                      |
| 2013–14                | Inside Amy Schumer                    | Varios roles                                  | 3 episodios                                               |
| 2013–14                | The Exes                              | Sabrina/Julie                                 | 2 episodios                                               |
| 2014                   | The Crazy Ones                        | Melora                                        | Episodio: "Dead and Improved"                             |
| 2014                   | Jennifer Falls                        | Dina Simac                                    | Papel principal, 10 episodios                             |
| 2014                   | Partners                              | Biffy Saint Murray                            | Episodio: "Let's Have a Simple Gwedding"                  |
| 2014                   | Infomercials (TV specials)            | Jan Jeremy                                    | Episodio: "Goth Fitness"                                  |
| 2015                   | Hot in Cleveland                      | Canadian Joy                                  | 2 episodios                                               |
| 2015                   | Law & Order: Special Victims Unit     | Trudy Malco                                   | Episodio: "Granting Immunity"                             |
| 2015                   | Z Nation                              | Bernadette                                    | Episodio: "Rozwell"                                       |
| 2015                   | Where the Bears Are                   | Maggie Dexter                                 | 3 episodios                                               |
| 2015                   | TripTank                              | Woman / Crap Girl / Anna (voz)                | 3 episodios                                               |
| 2015–18                | Another Period                        | Celery Bellacourt / Celery Savoy              | 11 episodios                                              |
| 2016                   | Bordertown                            | Gert Buckwald (voice)                         | Papel principal, 13 episodios                             |
| 2016                   | The Soul Man                          | Alicia                                        | 11 episodios                                              |
| 2016                   | Sing It!                              | Marcy                                         | Papel principal, 10 episodios                             |
| 2016                   | Lady Dynamite                         | Carol Simples                                 | Episodio: "A Vaginismus Miracle"                          |
| 2016                   | Major Crimes                          | Tina Walker                                   | Episodio: "Off the Wagon"                                 |
| 2016                   | Mary + Jane                           | Feminista de la biblioteca móvil              | Episodio: "Girl on Gurl"                                  |
| 2016                   | Notorious                             | Callie Connors                                | Episodio: "Kept and Broken"                               |
| 2017                   | Dropping the Soap                     | Lily                                          | 2 episodios                                               |
| 2017                   | The Catch                             | Chloe Jackson                                 | Episodio: "The Bad Girl"                                  |
| 2017                   | Mom                                   | Natasha                                       | Papel recurrente, 5 episodios                             |
| 2017                   | One Mississippi                       | Cassandra Night                               | Episodio: "Who Do You Think You Are?"                     |
| 2017–18                | Disjointed                            | Mary Jane                                     | 2 episodios                                               |
| 2018                   | The Goldbergs                         | Madame Charbenaux                             | Episodio: "1990-Something"                                |
| 2018                   | Impulse                               | Cleo Coles                                    | Papel principal                                           |
| 2019                   | Drunk History                         | Christa Gruhle                                | Episodio: "Love"                                          |
| 2019                   | Bob Hearts Abishola                   | Liz                                           | Episodio: "Square Hamburger, Round Buns"                  |
| 2019                   | The Unicorn                           | Ava                                           | Episodio: "Wade Delayed"                                  |
| 2019                   | Ghosting: The Spirit of Christmas     | Chrissy                                       | Película para televisión                                  |
| 2019                   | To Tell The Truth                     | Panelista célebre                             | Temporada 4, Episodio 11                                  |
| 2020                   | Dirty John                            | Karen Kintner                                 | Papel recurrente (temporada 2; The Betty Broderick Story) |
| 2021                   | Mr. Mayor                             | Nicole                                        | Episodio: "Hearts Before Parts"                           |
| 2021                   | Y: The Last Man                       | Roxanne                                       | 5 episodios                                               |
| 2021                   | A Tale Dark & Grimm                   | Rain                                          |                                                           |
| 2021                   | The Big Leap                          | Tonya Lovewell                                | 2 episodios                                               |

### Web
| Year    | Title               | Role       | Notes                           |
| ------- | ------------------- | ---------- | ------------------------------- |
| 2012    | Greetings from Home | Sue        | 12 episodios                    |
| 2013–14 | Cleaners            | Eileen     | Papel principal, 18 episodios   |
| 2016    | The Lottery         | Teresa Yaw | Cortometraje en Shane Dawson TV |

### Apariciones
| Year | Title                           | Role                               | Notes                             |
| ---- | ------------------------------- | ---------------------------------- | --------------------------------- |
| 2017 | Play Dodgeball with Ben Stiller | Fran Stalinovskovichdavidovitchsky | Omaze Charity Dodgeball           |
| 2017 | Run                             | Enfermera                          | Videoclip musical de Foo Fighters |

## Teatro
| Year      | Title         | Role          | Notes                                                           |
| --------- | ------------- | ------------- | --------------------------------------------------------------- |
| 1996      | 900 Oneonta   | Burning Jewel | Circle Repertory Theatre 15-22 de septiembre de 1996            |
| 2008      | Boeing-Boeing | Gretchen      | Longacre Theatre 9 de septiembre – 7 de octubre de 2008         |
| 2012–2013 | Bare          | Hermana Joan  | New World Stages 19 de diciembre de 2012 – 3 de febrero de 2013 |

## Discografía

### Álbumes
- It's OK to Be Happy, Smith & Pyle (2008)

### Sencillos
- "One Night Stand", Smith & Pyle (2010)
- "Rafael", Smith & Pyle (2010)